# Geografia dello Yukon

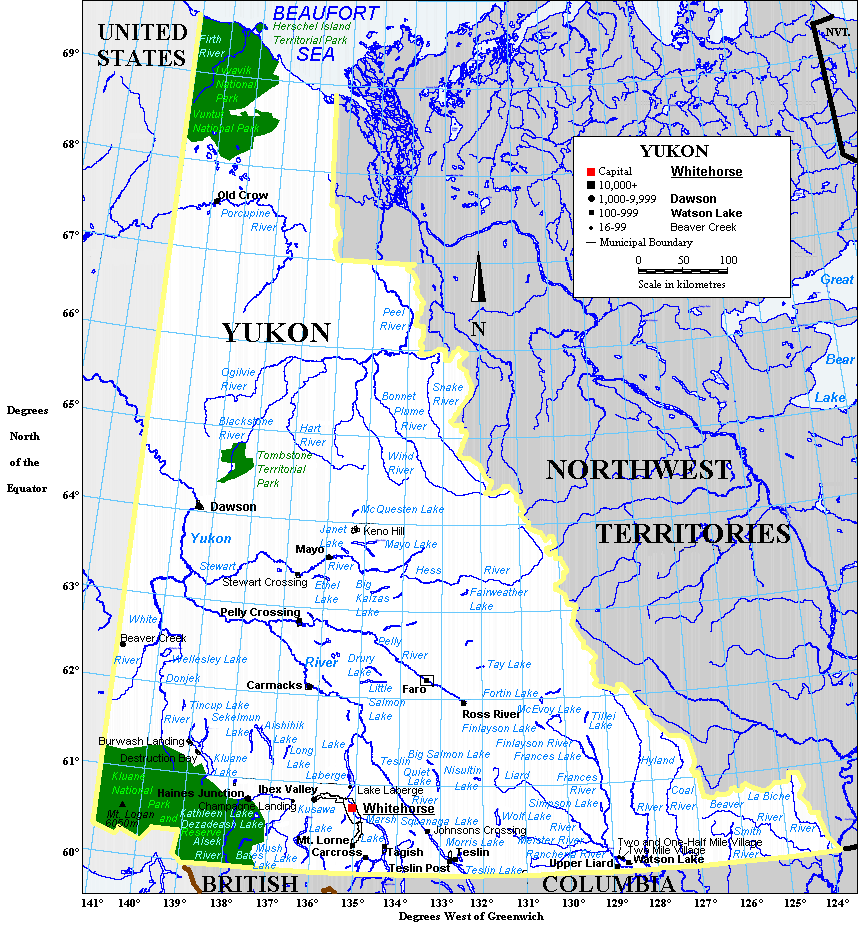
Mappa idrogafica dello Yukon

Lo Yukon è la regione all'estremità nordoccidentale del Canada. Il territorio scarsamente popolato abbonda di bellezze naturali e paesaggistiche, con laghetti naturali e montagne imbiancate dalla neve perenne, tra le quali molte delle montagne più alte dell'intero Canada. 
Il territorio ha una forma molto simile a un triangolo rettangolo, che confina con lo Stato statunitense dell'Alaska a ovest, con i Territori del Nord-Ovest a est e con la Columbia Britannica a sud. La superficie dello Yukon è di 482.443 km², dei quali 474.391 km² sono costituiti da terre e 8.052 km² sono costituiti da acque.
Il confine meridionale dello Yukon corrisponde al 60º parallelo di latitudine. A nord la regione è bagnata dal Mare di Beaufort. Il suo confine occidentale corrisponde al 141º parallelo di longitudine. il confine orientale invece corrisponde grossomodo al confine fra i bacini dello Yukon e del Mackenzie con le cime dei monti Mackenzie. Tutto lo Yukon si trova a ovest rispetto a Vancouver, in Columbia Britannica.
Sebbene il clima sia artico e subartico e molto asciutto, con inverni lunghi e freddi, le lunghe ore di sole nella breve estate consentono una profusione di fiori e di frutti. La maggior parte del territorio è coperta dalla foresta boreale (taiga) e dalla tundra, quest'ultima diffusa soltanto nelle regioni all'estremo nord e sulle alte montagne. Il più grande ghiacciaio non polare, il Ghiacciaio Kluane, si trova per la maggior parte proprio nello Yukon.

## Geografia fisica

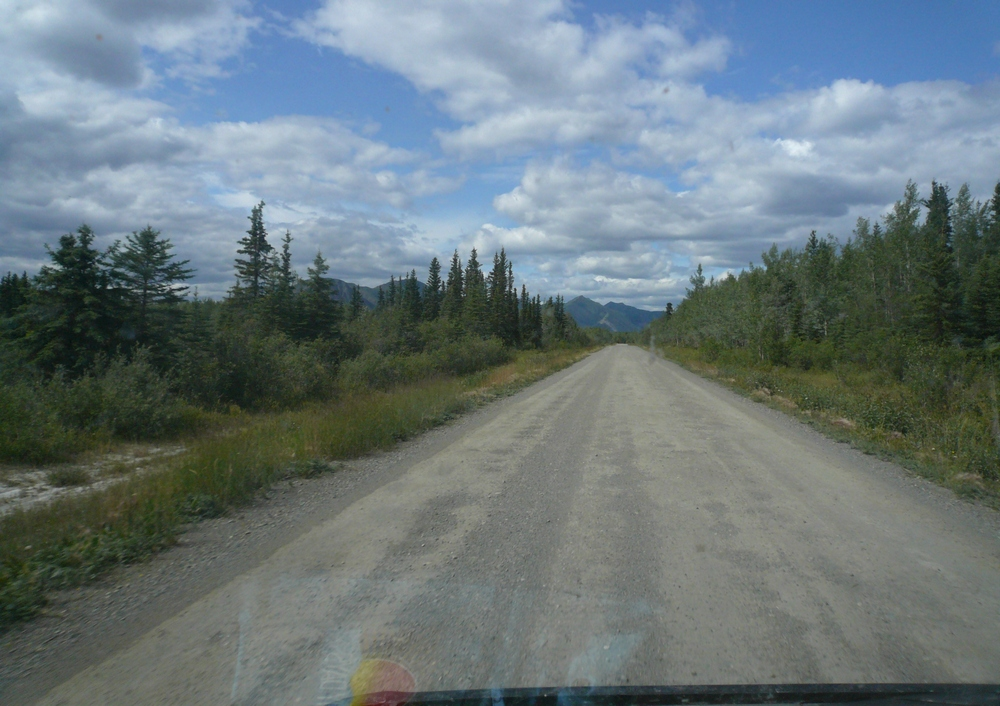
Robert Campbell Highway

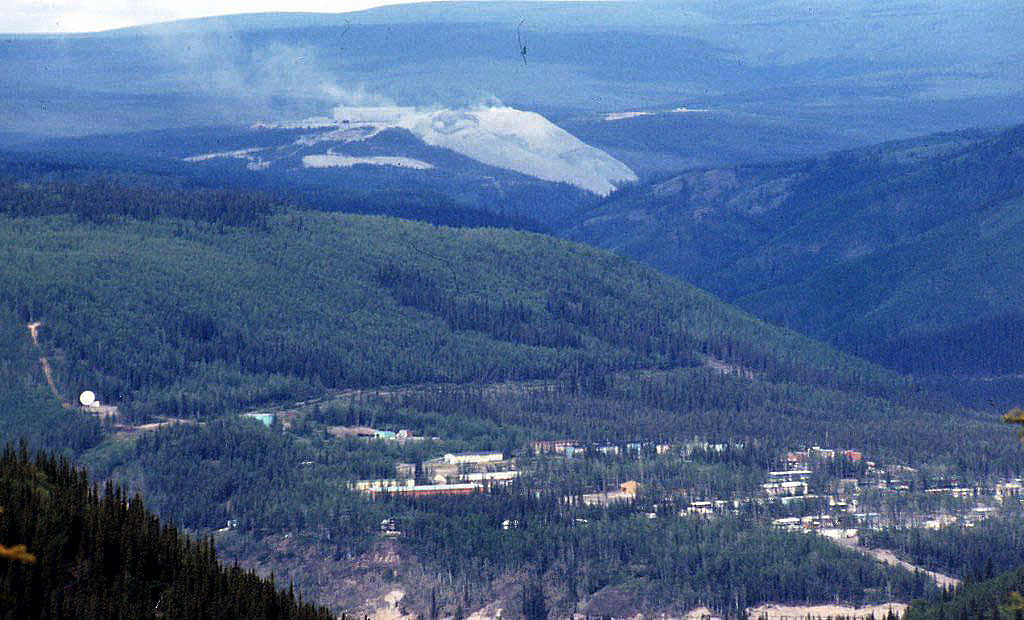
Clinton Creek

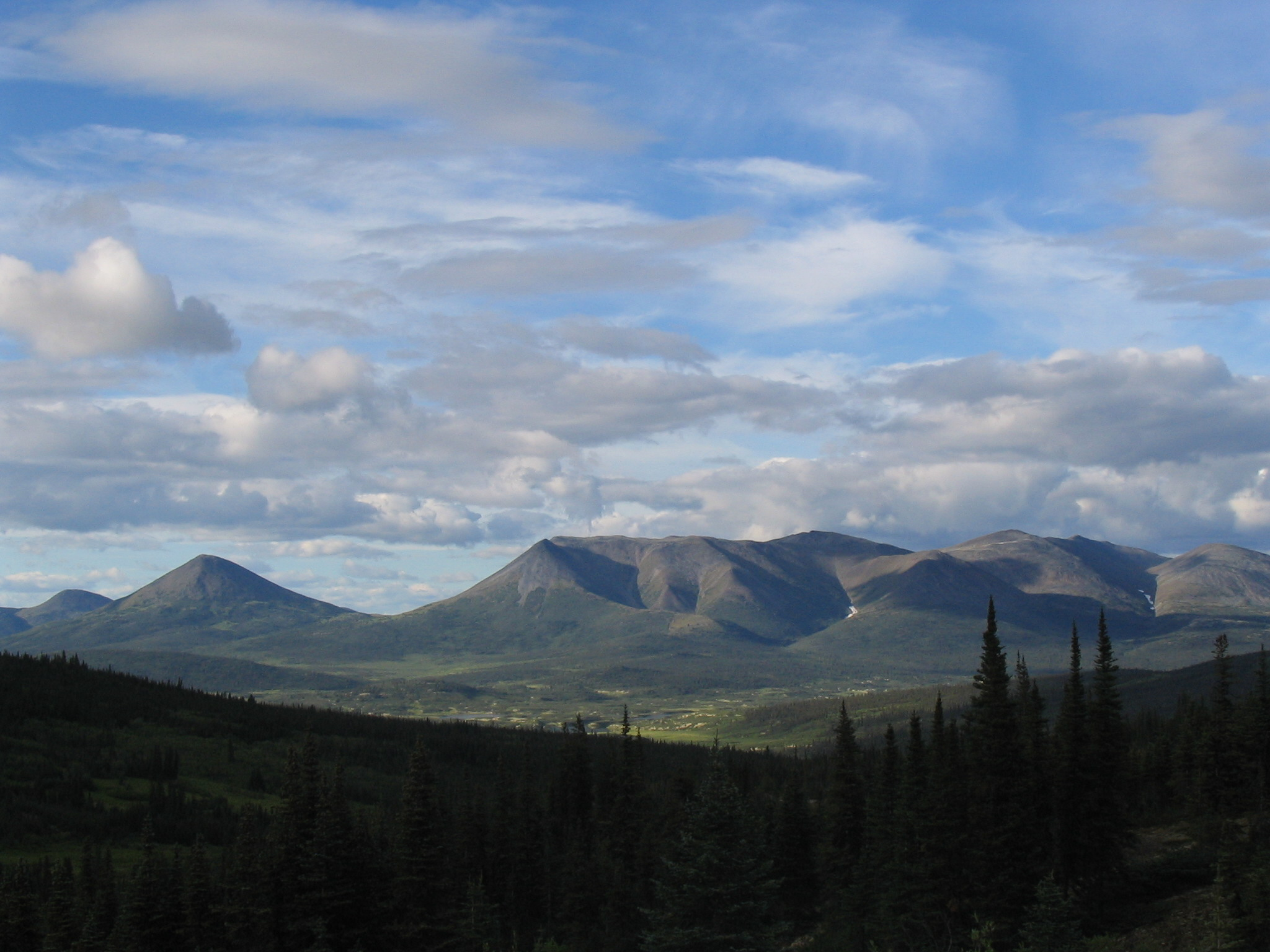
Passo di Howard

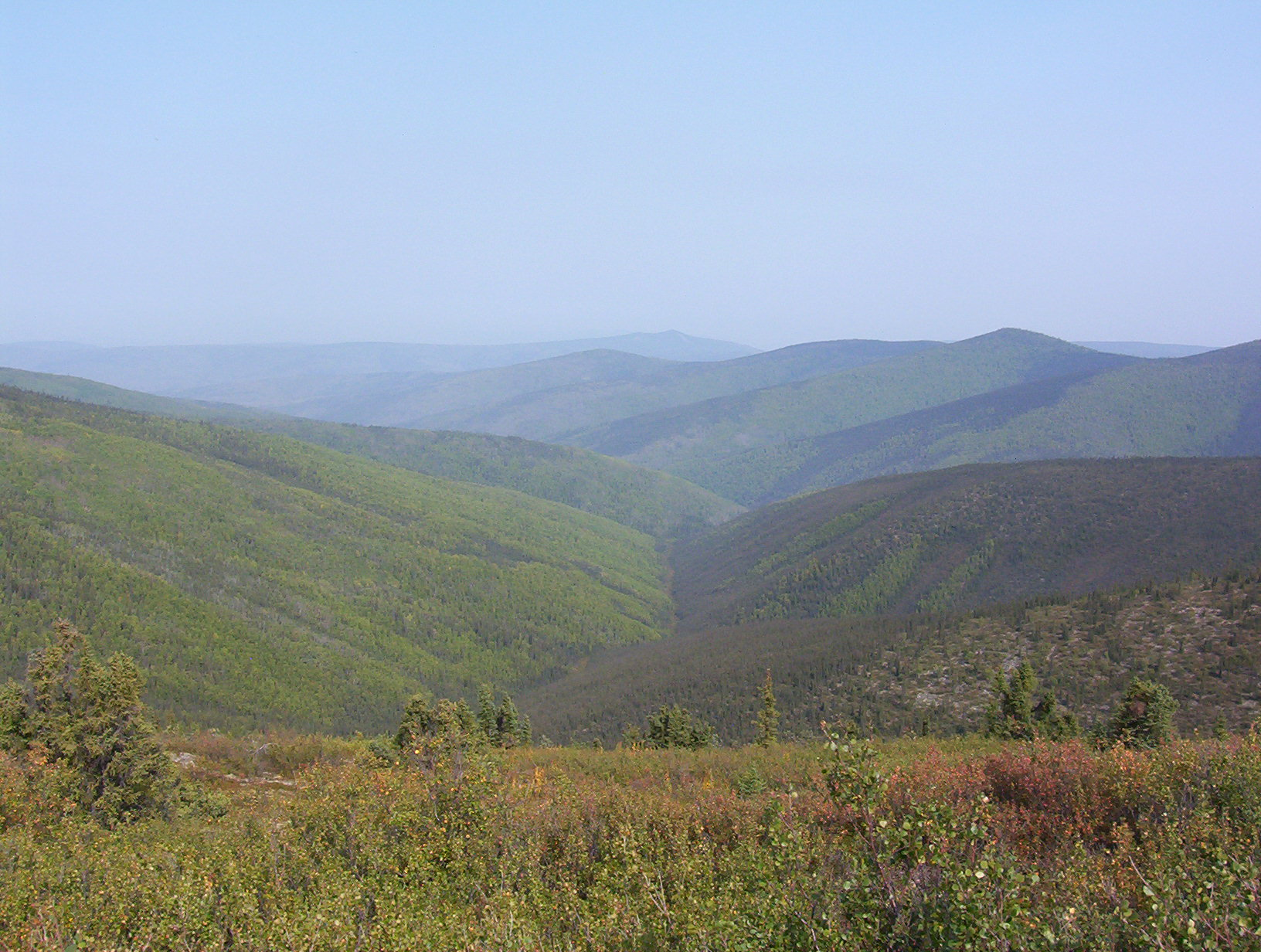
Hunker Creek Valley

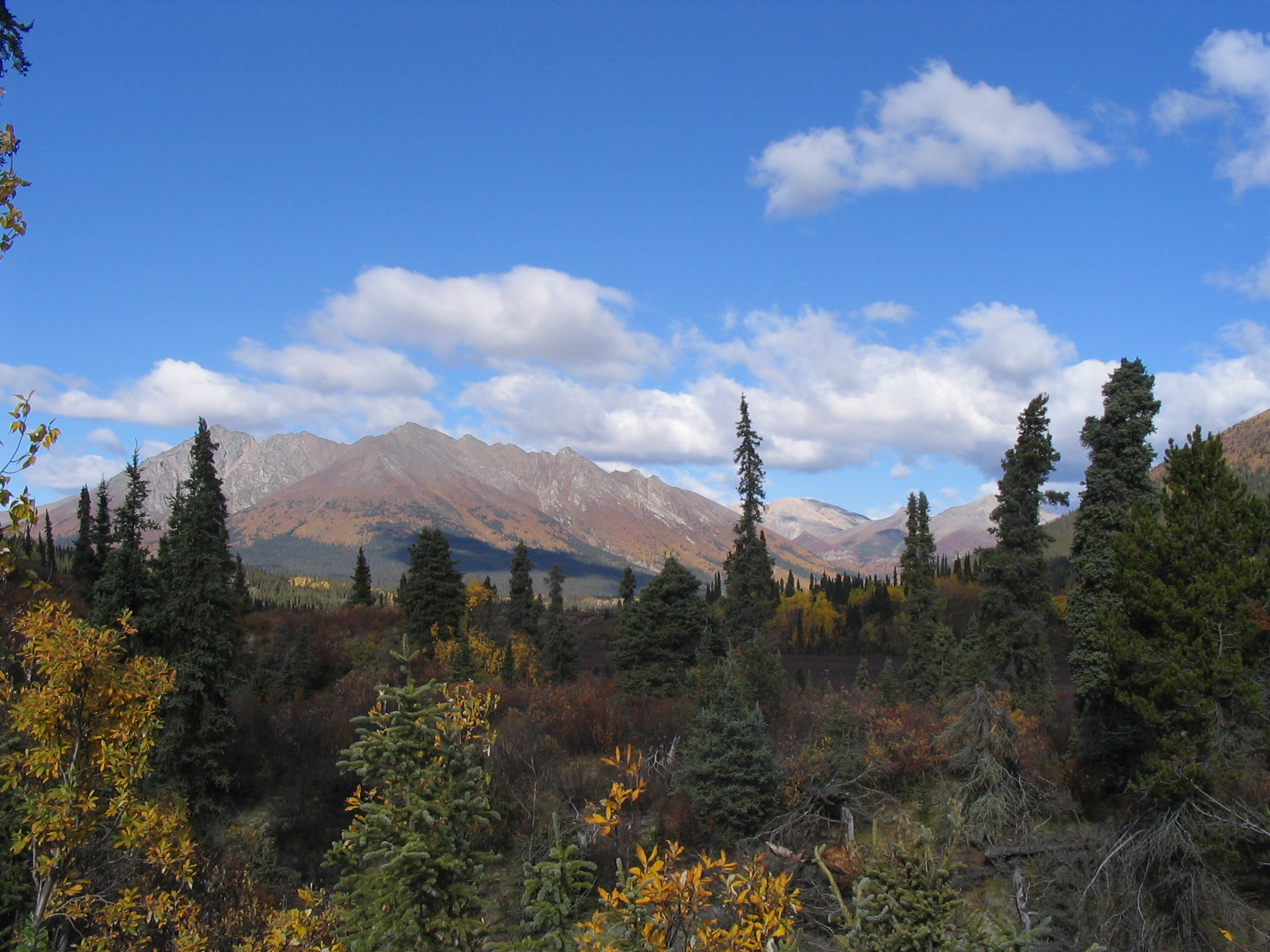

Eccetto per la pianura costiera affacciata sul Mare di Beaufort (Oceano Artico), la maggior parte dello Yukon è costituito dalla Cordigliera Americana. Questa regione al suo interno contiene catene montuose, altopiani, fiumi e valli.
La regione sudoccidentale è dominata dal ghiacciaio Kluane, all'interno del Kluane National Park and Reserve, il più grande ghiacciaio non polare al mondo. Il Kluane National Park contiene inoltre otto delle dieci montagne più alte di tutto il Canada, incluse le cinque maggiori, tutte nei Monti Sant'Elia. Vi sono nella regione anche altri ghiacciai, come il ghiacciaio Logan, il ghiacciaio Hubbard e il ghiacciaio Kaskawulsh.
Nella regione si attesta comunemente la presenza di permafrost. La parte settentrionale è una continua fascia di permafrost, il quale è diffuso anche nella zona centrale della regione. Con frequenza minore rispetto al nord, anche la fascia meridionale presenta tracce di permafrost.
Le due maggiori faglie, la faglia Denali e la faglia Tintina, hanno creato nel tempo due importanti fosse oceaniche: la Shakwak trench e la Tintina trench. La Shakwak trench separa i monti Kluane dalle altre catene montuose più a nord di questa. Le autostrade Haines Highway e Alaska Highway percorrono per l'appunto questa faglia. La Tintina trench taglia in due lo Yukon da nordovest verso sudest e le sue spaccature si sono trasformate in importanti miniere di zinco ma anche d'oro.

### Vulcani
I vulcani dello Yukon rientrano nei vulcani che attorniano l'Oceano Pacifico, noti anche con il nome di cintura di fuoco. Lo Yukon è caratterizzato dalla presenza di circa cento vulcani attivi verso l'era del Quaternario. Il Fort Selkirk Volcanic Field, al centro dello Yukon, è la più settentrionale zona vulcanica dell'Olocene del Canada, incluso il giovane vulcano chiamato Monte Volcano. Un'altra area vulcanica, sempre al centro della regione, è quella di Alligator Lake. Questa zona ospita due vulcani secondari ben conservati. I vulcani invece situati nella zona meridionale dello Yukon sono parte del Wrangell Volcanic Field, correlato a un fenomeno di subduzione della placca pacifica contro la placca nordamericana.
Elenco dei principali vulcani dello Yukon:
- Monte Volcano
- Alligator Lake
- Fort Selkirk Volcanic Field
- Formazione Pelly
- Bennett Lake Caldera
- Sifton Range
- Monte Rabbit

- Felsite Peak
- Monte Ibex
- Monte McNeil
- Miles Canyon
- Ne Ch'e Ddhawa
- Gruppo Skukum
- Upper Becker Creek Cone

### Catene montuose
i Monti Sant'Elia fanno parte delle Coast Mountains, catena che dalla Columbia Britannica arriva fino in Alaska coprendo in buona parte la regione sudoccidentae dello Yukon. Mentre nei monti Sant'Elia sono comprese tutte le cime principali, vi sono numerose altre cime in catene minori, dalle British Mountains all'estremo nord, parte della catena del Brooks Range, fino ai Monti Mackenzie e ai Monti Richardson nella zona orientale, in quella sudorientale invece ci sono i Monti Cassiar, ancora i Monti Pelly nello Yukon centrale, e infine i Monti Ogilvie a nord di Dawson City, lungo la Dempster Highway.

### Orografia
| Montagna          | Altezza | Posizione                          |
| ----------------- | ------- | ---------------------------------- |
| Monte Logan       | 5.959 m | Montagna più alta del Canada       |
| Monte Saint Elias | 5.489   | 2° montagna del Canada e degli USA |
| Monte Lucania     | 5.226   | 3° monte del Canada                |
| King Peak         | 5.173   | 4° monte del Canada                |
| Monte Steele      | 5.073   | 5° monte del Canada                |
| Monte Wood        | 4.842   | 7° monte del Canada                |
| Monte Vancouver   | 4.812   | 8° monte del Canada                |
| Monte Slaggard    | 4.742   | 10° monte del Canada               |
| Monte Macaulay    | 4.690   |                                    |
| Monte Hubbard     | 4.577   |                                    |
| Monte Walsh       | 4.507   |                                    |
| Monte Alverstone  | 4.439   |                                    |
| McArthur Peak     | 4.389   |                                    |
| Monte Augusta     | 4.289   |                                    |

## Idrografia
La maggior parte del territorio si trova nel bacino idrografico del fiume omonimo, il fiume Yukon, il quale scorre fino al Mare di Bering. Lo Yukon meridionale è caratterizzato dalla presenza di numerosi piccoli laghi stretti di tipo alpino, la maggior parte dei quali fanno confluire le proprie acque nel sistema dello Yukon. Questi sono alcuni fra i più importanti laghi della regione: Lago Aishihik, Lago Dezadeash, Lago Teslin, Atlin Lake, Tagish Lake, Marsh Lake, Lake Laberge, Kusawa Lake e Lago Kluane.
Altri fiumi invece si gettano direttamente nell'Oceano Pacifico, o indirettamente attraverso l'Oceano Artico. Il fiume Alsek-Tatshenshini, che ha origine nel sud dello Yukon, per esempio, si getta direttamente nel Pacifico. Sono molto numerosi anche i fiumi che scorrendo verso nord si gettano nei mari artici. I due maggiori fiumi dello Yukon che si uniscono al fiume Mackenzie nei Territori del Nord-Ovest sono il Liard da sudovest, mentre il fiume Peel con i suoi tributari, fra i quali il Wind da nordest.

## Clima
La maggior parte dello Yukon rientra nella fascia climatica subartica (Classificazione dei climi di Köppen= Dfc), caratterizzata da lunghi e freddi inverni e brevi e tiepide estati. Nella località di Snag, 25 chilometri a est di Beaver Creek, vicino al confine con l'Alaska, si è registrata la temperatura minore di tutto il Nordamerica, con -63.0 °C (il 3 febbraio 1947). La costa lungo l'Oceano Artico invece presenta un clima polare (ET). il clima in generale della regione è molto secco, con scarse precipitazioni, sebbene ve ne siano di consistenti nel sudest dello Yukon. Le precipitazioni sono di gran lunga più copiose sulle montagne, e la neve non va definitivamente via dalle cime neppure nei mesi estivi, causando un disgelo che si prolunga fino ai mesi di luglio e di agosto.
| Zona                    | Temperatura media annuale | Temperatura massima in luglio | Temperatura minima in gennaio | Centimetri di neve annuali | Millimetri di precipitazione totale annuali |
| ----------------------- | ------------------------- | ----------------------------- | ----------------------------- | -------------------------- | ------------------------------------------- |
| Nord (Old Crow)         | -9.0 °C                   | 21 °C                         | -36 °C                        | 129 cm                     | 144 mm                                      |
| Central (Dawson City)   | -4.4 °C                   | 23 °C                         | -31 °C                        | 160 cm                     | 200 mm                                      |
| South (Whitehorse)      | -0.7 °C                   | 21 °C                         | -22 °C                        | 145 cm                     | 163 mm                                      |
| Southeast (Watson Lake) | -2.9 °C                   | 21 °C                         | -29 °C                        | 197 cm                     | 255 mm                                      |

Fonte: Environment Canada, Canadian Climate Normals or Averages 1971-2000 Archiviato il 5 marzo 2008 in Internet Archive.

## Ecologia
Ad eccezione della fascia costiera di fronte all'Oceano Artico e delle cime più elevate, il resto dello Yukon è ricoperto da una fascia di foresta boreale. La maggior parte delle cime montuose e delle alture, invece, presenta un ambiente tipico della tundra alpina, mentre ancora la regione all'estremo nord è caratterizzata dalla tundra artica. Più precisamente, secondo le classificazioni eseguite dall'ente Environment Canada, la zona centrale e meridionale dello Yukon e Boreal Cordillera Ecozone "(Ecozona della Cordigliera di tipo boreale)", mentre la parte settentrionale rientra nella Taiga Cordillera Ecozone "(Ecozona della Cordigliera di tipo taiga)". Il fiume Peel e la sua area invece rientrano nella regione Taiga Plains Ecozone "(Ecozona delle Pianure di tipo taiga)", e infine la regione artica è Southern Arctic Ecozone "(Ecozona Artica meridionale)".

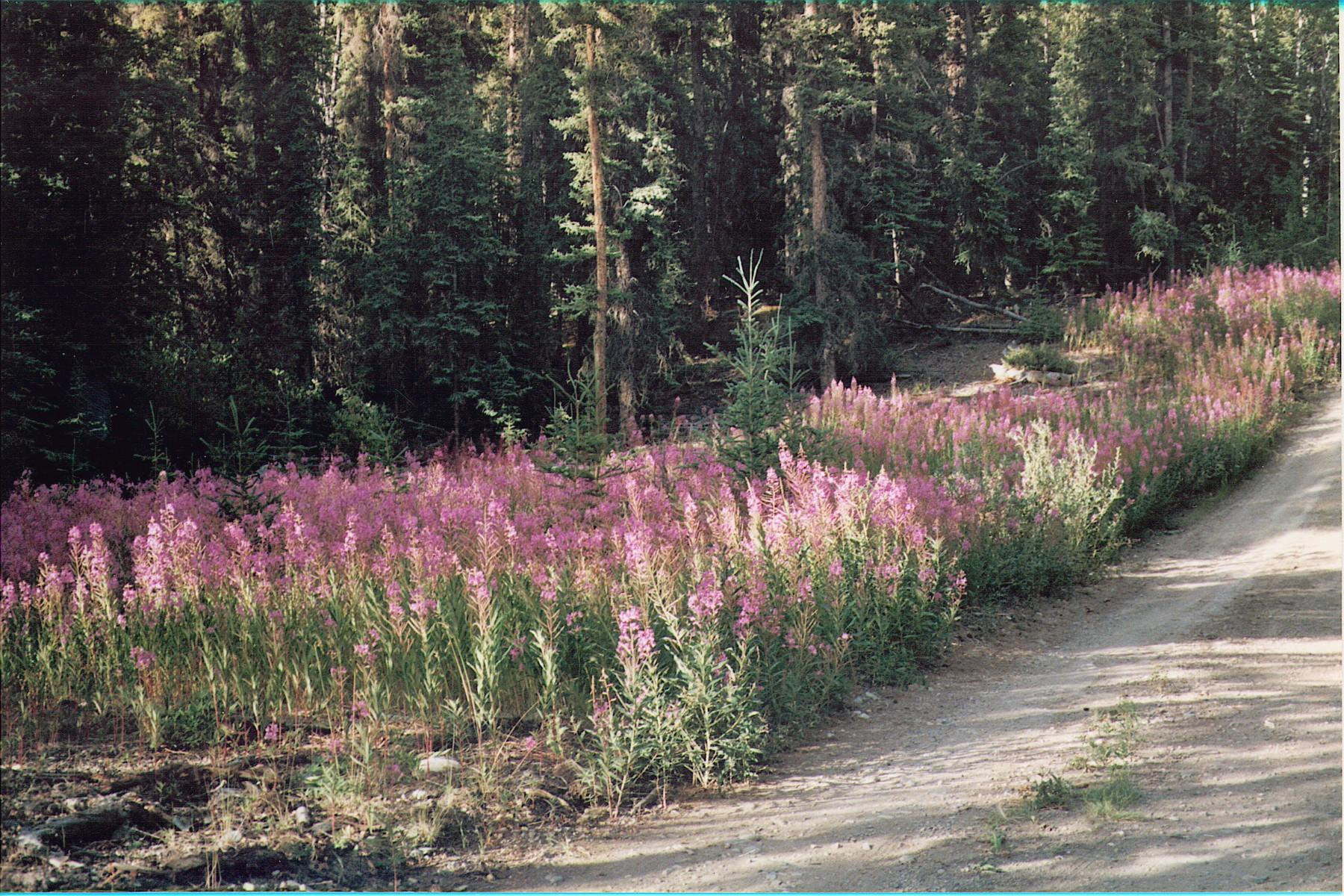
Il Camenerio Epilobium angustifolium, il fiore simbolo della regione dello Yukon.

## Geografia umana
Lo Yukon è poco popolato, con circa 30.000 abitanti su una superficie ampia quasi quanto la Spagna o la Svezia. La densità di popolazione è di 0.06 abitanti per km². Circa tre quarti degli abitanti sono concentrati nell'area della città di Whitehorse, mentre i rimanenti sono distribuiti fra le altre località. Di queste, tutte sono collegate da strade tranne Old Crow.
La capitale Whitehorse è anche la più grande città con circa due terzi della popolazione totale. La seconda per dimensioni è Dawson City, che fu capitale fino al 1952.
Anticamente lo Yukon era abitato da popoli nomadi di lingua Athapaskan, che mantenevano intensi scambi con i popoli della costa del Pacifico Tlingit. Gli abitanti delle zone interne commerciavano in rame, pellicce e carne scambiandole con i prodotti della zona costiera, come l'olio di eulachon. Attualmente, circa il 20% della popolazione è aborigena.
Non si trovano popolazioni Inuit nello Yukon, sebbene ve ne fossero lungo la costa artica in epoca storica. Decimati dalle malattie, gli Inuit sparirono nel corso del XIX secolo.
La tabella seguente rappresenta la distribuzione della popolazione nelle località dello Yukon. Va osservato che i dati del censimento sono riferiti alla popolazione presente entro i confini amministrativi delle singole località, mentre i dati dello Yukon Bureau of Statistics (YBS) comprendono tutti gli abitanti con un indirizzo postale valido. Essendo numerosa la popolazione che vive immediatamente fuori dai confini cittadini, i numeri dell'YBS risultano maggiori.
|                                     | 2001 Census | 1996 Census | June 2005 YBS |
| ----------------------------------- | ----------- | ----------- | ------------- |
| Whitehorse (Città e aree limitrofe) | 23,272      | 23,272      | 23,608        |
| Whitehorse (Città)                  | 19,157      | 19,058      | 23,272        |
| Dawson City                         | 1,251       | 1,287       | 1,826         |
| Watson Lake2                        | 1,138       | 1,148       | 1,522         |
| Watson Lake (Città)                 | 912         | 993         | n/a           |
| Haines Junction                     | 531         | 574         | 817           |
| Carmacks                            | 431         | 466         | 378           |
| Marsh Lake¹                         | 400         | n/a         | 336           |
| Mt. Lorne¹                          | 379         | 399         | n/a           |
| Mayo                                | 366         | 324         | 378           |
| Ross River                          | 337         | 352         | 345           |
| Pelly Crossing                      | 328         | 238         | 281           |
| Ibex Valley¹                        | 315         | 322         | n/a           |
| Faro                                | 313         | 1,261       | 381           |
| Old Crow                            | 299         | 278         | 259           |
| Teslin3                             | 267         | 309         | 417           |
| Tagish                              | 206         | 164         | 187           |
| Carcross4                           | 201         | 292         | 444           |
| Beaver Creek                        | 88          | 131         | 120           |
| Burwash Landing                     | 68          | 58          | 89            |
| Destruction Bay                     | 43          | 34          | 59            |
| Yukon Total                         | 28,674      | 30,766      | 31,222        |

Note:

 1 Part of Whitehorse Census Agglomeration

 2 Includes the town and adjoining First Nations settlements of Upper Liard and Two and One-Half Mile Village.

 3 Includes both the Village of Teslin and the adjoining Reserve

 4 Includes both the settlement and the adjoining Reserve